# 溫斯洛鎮區 (新澤西州)
溫斯洛鎮區（英語：Winslow Township）是位於美國新澤西州康登縣的一個鎮區。

## 地方資料
溫斯洛鎮區的面積為150.87平方千米，當中陸地面積為148.71平方千米，而水域面積為2.16平方千米。根據2020年美國人口普查的數據，當地共有人口39907人，而人口密度為每平方千米264.51人。